# FSF France
Pour les articles homonymes, voir FSF.
FSF France, pour Free Software Foundation France, est une association à but non lucratif de promotion du logiciel libre en France active de 2001 à 2022.

## Histoire
Fondée le 19 avril 2001 par Loïc Dachary, alors vice-président de la Free Software Foundation Europe, elle opéra comme chapitre français de l'entité européenne avant de s'en désolidariser en 2003 et continuer son existence propre. Elle travaillait notamment avec l'April.
Elle contribue à consolider le copyleft dans le cadre d'actions en justice engagées pour le respect de la licence publique générale GNU, en attaquant Free en 2007,,, avant de l'assigner devant le tribunal judiciaire de Paris en 2008,, ou en assistant l'Agence nationale pour la formation professionnelle des adultes (AFPA) à partir de 2001 et jusqu'au jugement qui lui donnera raison en appel en 2009.
En 2022, la FSF France est dissoute, faute d'activité, renvoyant vers l'April et le site mondial de la FSF et celui de la FSF Europe.

## Action en justice contre Free
L'affaire dite « Welte, Andersen, Landley v. Free » est une affaire portée devant le tribunal de grande instance de Paris par Harald Welte, en coopération avec la FSF France et les auteurs de BusyBox. La société Iliad avait bâti son modèle économique autour de l'expérience du logiciel libre tout en refusant de fournir les codes sources correspondants aux codes binaires du logiciel iptables intégrés dans la Freebox,,. À la suite de négociations restées infructueuses, une action en justice est engagée en 2008. Un accord conclu en 2011 met fin au procès, l'opérateur ayant finalement répondu à l'obligation d'accès aux sources. Cet accord, dont le contenu reste confidentiel, ne peut toutefois éviter la pratique de la tivoïsation, un danger écarté plus tard par la GPLv3.